# Charinus sooretama
Charinus sooretama es una especie de araña del género Charinus, familia Charinidae. Fue descrita científicamente por Miranda, Giupponi, Prendini and Scharff en 2021.
Habita en América del Sur. El caparazón de los machos mide de 3,36 a 3,50 mm de largo por 4,75 a 5,00 mm y el de las hembras de 2,50 a 2,90 mm de largo por 3,70 a 4,50 mm.